# Antonio Hurtado de Mendoza
Antonio Hurtado de Mendoza (geb. 1586 in Castro Urdiales, Kantabrien; gest. 1644 in Saragossa) war ein berühmter spanischer Dichter und Dramatiker, der für seine Gedichte und Entremés (schwankhafte Einakter), insbesondere El examinador micer Palomo, in Erinnerung geblieben ist, das unter anderem in der (französischen)  Bibliothèque de la Pléiade (Gallimard) Aufnahme fand. Bei einigen seiner Werke arbeitete er mit dem Satiriker Francisco de Quevedo (1580–1645) zusammen. Eine frühe Ausgabe seiner Werke erschien 1728 in Madrid, eine moderne dreibändige gab Rafael Benítez Claros heraus (Madrid 1947/8).

## Ausgaben
- Rafael Benítez Claros (Hrsg.): Obras poéticas de don Antonio Hurtado de Mendoza, Madrid: Real Academia Española, 1947 u. 1948, 3 Bände (Biblioteca selecta de clásicos españoles)

- Obras liricas, y comicas, divinas, y humanas : con la celestial ambrosìa del admirable poema sacro de Maria Santissima, ultimo suave divimo [sic] aliento de aquel canoro cisne, el mas pulido, mas asseado, y el mas cortesano cultor de las musas castellanas, D. Antonio Hurtado de Mendoza. 2. impression, corregidas, y enmendadas de los muchos yerros que en la primera havia cometido el descuido de la imprenta. Añadidas algunas obras, que segun la Bibliotheca de Nicolàs Antonio refiere, se tienen por ciertas, y verdaderas del autor / Dirigidas por mano de Ambrosio Cano. Madrid : J. de Zuñiga, (1728) (Angaben nach SUB GÖ) Digitalisat

- María Cruz García de Enterría: Antonio Hurtado de Mendoza. Antología poética. Ed. Cuévano, 1986